# Byron Wilson
Byron Neal Wilson (Gary, Indiana, Estados Unidos; 1 de septiembre de 1971) es un  ex baloncestista estadounidense nacionalizado argentino que ha jugado durante casi toda su carrera en la Liga Nacional de Básquet de la Argentina. Obtuvo los dos primeros títulos de Boca Juniors en la Liga Nacional y fue el jugador más Valioso de las finales en tres ocasiones.

## Carrera
Nacido en Gary, Indiana, la llegada del escolta a la Argentina fue en 1994 para jugar en el Sport Club de Cañada de Gómez, bajo las órdenes de Julio Lamas. En la temporada 1995-1996 jugó en Deportivo Roca, y fue el goleador del equipo. Luego se incorporó a Boca Juniors, donde fue partícipe y una de las figuras de la primera vuelta olímpica del club azul y oro en la Liga Nacional de Básquet 1996-97.
En la temporada 1997-1998, Oscar "el huevo" Sánchez lo llevó nuevamente a Deportivo Roca y Byron tuvo una tremenda temporada.
Luego actuó para Estudiantes de Olavarría, donde se coronó campeón en la temporada 2000-2001 de la mano de Sergio Hernández como entrenador.
La crisis económica argentina en 2001 lo forzó a probar suerte en España, donde su primer entrenador en Argentina, Julio Lamas, lo llamó para dirigirlo en el CB Lucentum Alicante. Allí, Wilson obtuvo el ascenso del equipo de la LEB a la ACB.
En 2003, volvió a Boca con la premisa de ser campeón, objetivo logrado tras vencer en la final a Gimnasia La Plata por 4-2, también con Hernández en el banco.
En 2005, emigró a Quilmes de Mar del Plata , club del cual es hincha , sufriendo una lesión que marcaría el final de su paso por el club , en los Playoffs de Reclasificación ante Boca.
En 2006, se sumó al plantel de Obras Sanitarias, donde se transformó en una pieza clave para evitar el descenso de categoría.
En 2007, volvió a Mar del Plata, pero esta vez para vestir los colores de Peñarol, nuevamente bajo las órdenes de Sergio Hernández. Sin embargo, la poca participación en el equipo sumada al bajo rendimiento de Byron, llevaron a que él y los dirigentes tomen la decisión de que Wilson continúe jugando en otro equipo. El club El Nacional se mostró interesado en incorporarlo, y fue así como Wilson continuó la temporada 2007-08 en el equipo de Monte Hermoso.

## Trayectoria
| Club                           | País           | Año         |
| ------------------------------ | -------------- | ----------- |
| Oklahoma City Cavalry          | Estados Unidos | 1993 - 1994 |
| Sport Club Cañadense           | Argentina      | 1994 - 1995 |
| Deportivo Roca                 | Argentina      | 1995 - 1996 |
| Boca Juniors                   | Argentina      | 1996 - 1997 |
| Deportivo Roca                 | Argentina      | 1997 - 1998 |
| Vaqueros de Bayamón            | Puerto Rico    | 1998        |
| Estudiantes de Bahía Blanca    | Argentina      | 1998 - 1999 |
| Quilmes (Mar del Plata)        | Argentina      | 1999 - 2000 |
| Estudiantes de Olavarría       | Argentina      | 2000 - 2001 |
| CB Lucentum Alicante           | España         | 2001 - 2002 |
| Atenas                         | Argentina      | 2002 - 2003 |
| Boca Juniors                   | Argentina      | 2003 - 2005 |
| Quilmes (Mar del Plata)        | Argentina      | 2005 - 2006 |
| Obras Sanitarias               | Argentina      | 2006 - 2007 |
| Guaiqueríes de Margarita       | Venezuela      | 2007        |
| Peñarol (Mar del Plata)        | Argentina      | 2007        |
| El Nacional Monte Hermoso      | Argentina      | 2007 - 2008 |
| Ciclista Juninense             | Argentina      | 2008 - 2009 |
| Asociación Italiana de Charata | Argentina      | 2009 - 2010 |

## Palmarés

### Campeonatos nacionales
- Boca Juniors - ( Argentina): 1996-97, 2003-04.
- Estudiantes de Olavarría - ( Argentina): 2000-01.
- Atenas de Córdoba - ( Argentina): 2002-2003.

### Campeonatos internacionales
- Estudiantes de Olavarría - ( Argentina):
  - Liga Sudamericana de Clubes - 2001.
  - Campeonato Panamericano de Clubes - 2000.

### Otros
- Estudiantes de Olavarría - ( Argentina): Torneo Copa de Campeones 2000.

### Consideraciones personales
- MVP de las Finales de la LNB - 1996-97, 2000-01, 2003-04.
- Mejor Extranjero de la LNB - 1997–98.